# 中華民國國際版畫及素描雙年展
中華民國國際版畫及素描雙年展是中華民國文化部自1983年開始舉辦的雙年展，由國立台灣美術館負責承辦，展出版畫及素描作品。

## 外部連結
- 中華民國國際版畫及素描雙年展（页面存档备份，存于）